# Sofia Edviges de Saxe-Merseburgo
Sofia Edviges de Saxe-Merseburgo (em alemão:  Sophie Hedwig; Merseburgo, 4 de agosto de 1660 -  Saalfeld, 2 de agosto de 1686) foi a primeira duquesa-consorte de Saxe-Coburgo-Saalfeld, graças ao seu casamento com o duque João Ernesto IV.

## Casamento e descendência
Sofia Edviges casou-se em Merseburgo com João Ernesto IV, Duque de Saxe-Coburgo-Saalfeld no dia 18 de fevereiro de 1680. O casal teve cinco filhos:
1. Cristiana Sofia de Saxe-Coburgo-Saalfeld (14 de junho de 1681 – 3 de junho de 1697), morreu aos treze anos de idade.
2. Filha natimorta (nascida e morta a 6 de maio de 1682).
3. Cristiano Ernesto II de Saxe-Coburgo-Saalfeld (18 de agosto de 1683 – 4 de setembro de 1745), casado com Christiane Fredericka de Koss; sem descendência.
4. Carlota Guilhermina de Saxe-Coburgo-Saalfeld (4 de maio de 1685 – 5 de abril de 1767), casada com o conde Filipe Ricardo de Hanau-Münzenberg; sem descendência.
5. Filho natimorto (2 de agosto de 1686).

Sofia morreu ao dar à luz o seu último filho, um bebé que nasceu morto, aos vinte-e-cinco anos de idade em Saalfeld.

## Genealogia
| Sofia Edviges de Saxe-Merseburgo | Pai: Cristiano I de Saxe-Merseburgo                        | Avô paterno: João Jorge I, Eleitor da Saxônia                   | Bisavô paterno: Cristiano I, Eleitor da Saxônia                      |
| Sofia Edviges de Saxe-Merseburgo | Pai: Cristiano I de Saxe-Merseburgo                        | Avô paterno: João Jorge I, Eleitor da Saxônia                   | Bisavó paterna: Sofia de Brandemburgo                                |
| Sofia Edviges de Saxe-Merseburgo | Pai: Cristiano I de Saxe-Merseburgo                        | Avó paterna: Madalena Sibila da Prússia                         | Bisavô paterno: Alberto Frederico, Duque da Prússia                  |
| Sofia Edviges de Saxe-Merseburgo | Pai: Cristiano I de Saxe-Merseburgo                        | Avó paterna: Madalena Sibila da Prússia                         | Bisavó paterna: Maria Leonor de Cleves                               |
| Sofia Edviges de Saxe-Merseburgo | Mãe: Cristiana de Schleswig-Holstein-Sonderburg-Glücksburg | Avô materno: Filipe de Schleswig-Holstein-Sonderburg-Glücksburg | Bisavô materno: João II, Duque de Schleswig-Holstein-Sonderburg-Plön |
| Sofia Edviges de Saxe-Merseburgo | Mãe: Cristiana de Schleswig-Holstein-Sonderburg-Glücksburg | Avô materno: Filipe de Schleswig-Holstein-Sonderburg-Glücksburg | Bisavó materna: Isabel de Brunswick-Grubenhagen                      |
| Sofia Edviges de Saxe-Merseburgo | Mãe: Cristiana de Schleswig-Holstein-Sonderburg-Glücksburg | Avó materna: Sofia Edviges de Saxe-Lauemburgo                   | Bisavô materno: Francisco II de Saxe-Lauemburgo                      |
| Sofia Edviges de Saxe-Merseburgo | Mãe: Cristiana de Schleswig-Holstein-Sonderburg-Glücksburg | Avó materna: Sofia Edviges de Saxe-Lauemburgo                   | Bisavó materna: Maria de Brunsvique-Luneburgo                        |